# Tim Ohlbrecht
Tim Ohlbrecht (* 30. August 1988 in Wuppertal, Nordrhein-Westfalen) ist ein ehemaliger deutscher Basketballspieler. Er ist 2,10 m groß und wurde auf den Positionen Small Forward, Power Forward und Center eingesetzt. Er bestritt 84 A-Länderspiele für Deutschland, nahm an den Olympischen Spielen 2008, der WM 2010 und den Europameisterschaften 2009 sowie 2011 teil. In der Bundesliga stand er in 238 Partien auf dem Spielfeld, in der NBA kam er zu drei Einsätzen.

## Jugend
Nach einer kurzen Zeit als Fußballer (Torwart) bei Bayer 04 Leverkusen begann er seine Basketballlaufbahn beim Barmer TV in der Jugend-Oberliga. Schnell wurde man aber – nicht nur wegen seiner Körpergröße – auf ihn aufmerksam und er spielte schon bald mit einer Doppellizenz ausgestattet auch für den VSTV Wuppertal in der Jugendklasse der NRW-Liga. Über die Auswahlmannschaft des Westdeutschen Basketballverbandes weckte er dann auch schnell das Interesse größerer Vereine. Der TSV Bayer 04 Leverkusen machte das Rennen um den inzwischen zum Jugendnationalspieler aufgestiegenen Jungen. Obwohl er gerade erst 15 Jahre alt war, spielte und trainierte Ohlbrecht in der U18 NRW-Liga Mannschaft von Trainerin Katrin Hering und in der Herren-Bezirksliga. Mit 16 Jahren spielte er neben der Jugendmannschaft auch schon in der Herren-Oberliga und Regionalliga.

## Bundesliga
Mit 17 Jahren war er Leistungsträger in der Regionalliga und trainierte bereits mit der Bundesligamannschaft der Bayer Giants Leverkusen und Trainer Achim Kuczmann. Als Folge der spärlichen Einsatzzeiten in der Bundesliga in Leverkusen entschied er sich am Ende der Saison zu einem Wechsel nach Bamberg. Im Laufe der Saisonvorbereitung verletzte er sich und war erst zum Ende der Saisonhauptrunde wieder im Aufgebot. In der Halbfinalserie verletzte sich Chris Ensminger und Coach Dirk Bauermann gab dem Nachwuchsspieler eine Chance. Ohlbrecht gab der Mannschaft wichtige Impulse von der Bank und feierte mit den Oberfranken die deutsche Meisterschaft.
In der Saison 07/08 gehörte er zum Stamm der Brose Baskets und gab seinen Einstand in der höchsten europäischen Spielklasse, der Euroleague. Ohlbrecht war bei der U18-Europameisterschaft 2006 in Griechenland der beste Rebounder mit einem Durchschnitt von 13,9 Rebounds je Begegnung.
Anfang 2008 feierte er sein Debüt in der deutschen Herrennationalmannschaft und nahm im August 2008 an den Olympischen Spielen 2008 in Peking teil, für die sich Deutschland mit dem dritten Platz beim Qualifikationsturnier in Athen mit einem 96:82-Sieg im Spiel um den dritten Platz über Puerto Rico qualifiziert hatte.
In der Saison 2008/09 wuchs er in Bamberg zum Führungsspieler heran. Er wurde in die erste Fünf der Süd-Auswahl beim Bundesliga-All-Star Day 2009 in Mannheim gewählt. Dort war er mit 18 Punkten bei fast perfekter Wurfausbeute der beste Korbschütze des Spiels.
Im Februar 2009 trat er als Experte für „Papierkugel-Basketball“ in der Sendung Galileo bei Pro7 auf.
Im April 2009 meldete sich Ohlbrecht für den NBA-Draft 2009 an. Er zog die Anmeldung aber wieder zurück, um noch ein Jahr Erfahrung in Deutschland zu sammeln.
Zur Saison 2009/10 unterschrieb Ohlbrecht einen Vertrag über zwei Jahre bei den Telekom Baskets Bonn, dort wurde er zum Stamm-Power-Forward.
Ohlbrecht wurde von den Fans der Basketball-Bundesliga auch in der Saison 2009/10 in die Starting Five der Süd-Auswahl des All-Star Games gewählt. Dort konnte er jedoch kurzfristig aufgrund einer Magenverstimmung nicht teilnehmen.
Nach zwei Jahren in Bonn erhielt Ohlbrecht von Seiten der Telekom Baskets keinen neuen Vertrag. Er unterschrieb daraufhin einen vorläufigen Vertrag bis Dezember 2011 bei den Fraport Skyliners aus Frankfurt, der bis Ende der Saison 2011/12 verlängert wurde. Aufgrund des gesunkenen Etats konnten sich Ohlbrecht und die Skyliners aus Frankfurt nicht auf einen weiteren Vertrag für die Saison 2012/13 einigen. Alba Berlin war zur neuen Saison auch an Ohlbrecht interessiert, allerdings konnte man sich nicht auf einen Vertrag einigen.

## D-League und NBA
Ohlbrecht blieb bis in den November 2012 ohne neuen Verein und meldete sich schließlich für das Draftverfahren der NBA Development League an. Dort wurde er in der ersten Runde an 14. Position von den Springfield Armor ausgewählt und einige Tage später im Tausch für Ben Uzoh zu den Rio Grande Valley Vipers geschickt. 2013 wurde er auf Grund seiner Leistungen zum All-Star-Game der D-League eingeladen.
Am 25. Februar 2013 erhielt Ohlbrecht einen NBA-Vertrag bei den Houston Rockets. Am 3. März 2013 gab Ohlbrecht gegen die Dallas Mavericks sein NBA-Debüt und erzielte dabei seine ersten drei NBA-Punkte, als er in der letzten Spielminute bei einem erfolgreichen Korbleger gefoult wurde und auch den anschließenden Freiwurf verwandelte. Für die Texaner bestritt Ohlbrecht insgesamt drei Spiele. In der Folgezeit konnte Ohlbrecht aufgrund einer Fußverletzung nicht wie erhofft Spielzeit bei den Rockets sammeln und wurde Anfang April 2013 erneut in den Kader der Rio Grande Valley Vipers heruntergestuft, um dort Spielpraxis zu sammeln. Mit den Vipers zog Ohlbrecht am 21. April ins Finale um die Meisterschaft der D-League ein. In der Endspielserie besiegten die Vipers schließlich die Santa Cruz Warriors und feierten den Meistertitel 2013.
Im Laufe der Sommerpause bemühten sich die Texaner um Center Dwight Howard, der schließlich auch einen Vertrag in Houston unterschrieb. Daraufhin lösten die Rockets den Vertrag mit Ohlbrecht per Option auf, um Platz im Kader zu schaffen. Anschließend wurde er von den Philadelphia 76ers für die Saison 2013/14 unter Vertrag genommen. Dieser Vertrag wurde allerdings am 15. Oktober 2013 seitens Philadelphias wieder aufgelöst, so dass Ohlbrecht kein Meisterschaftsspiel für die 76ers bestritt.
Ende November 2013 kehrte Ohlbrecht zu den Rio Grande Valley Vipers in die D-League zurück. Im März 2014 wechselte er innerhalb der Liga zu den Fort Wayne Mad Ants. Mit den Mad Ants zog Ohlbrecht erneut ins Finale um die Meisterschaft der D-League ein. Dort besiegten die Mad Ants die Santa Cruz Warriors, Ohlbrecht gewann seine zweite Meisterschaft in der D-League.

## Rückkehr in die Bundesliga
Nachdem sich Ohlbrecht zur Saison 2014/15 nicht für einen Kaderplatz bei einer NBA-Mannschaft empfehlen konnte, kehrte er nach Deutschland zurück und schloss sich Erstligist Ratiopharm Ulm an. Mit dem Verein erreichte er 2015 das Halbfinale der Basketball-Bundesliga und erzielte in 40 Saisonspielen im Schnitt 12,1 Punkte sowie 5,3 Rebounds. Darüber hinaus absolvierte er für Ulm sechs Einsätze im europäischen Wettbewerb „EuroChallenge“.
Zur Saison 2015/16 wechselte Ohlbrecht nach Russland und schloss sich dort dem Verein Enisey Krasnojarsk an, mit dem er in der russischen VTB-Liga sowie im FIBA Europe Cup spielte. Am 30. Juni 2016 gab Bundesligist Ratiopharm Ulm Ohlbrechts Verpflichtung bekannt. Er kehrte damit an eine alte Wirkungsstätte zurück und erhielt einen Zweijahresvertrag. Aufgrund einer Knieverletzung musste er lange aussetzen und kehrte Ende Dezember 2017 nach mehr als einem Jahr Pause aufs Spielfeld zurück. Zum 30. Juni 2018 lief der Vertrag bei Ratiopharm Ulm aus. Er beendete seine Laufbahn aufgrund seiner Kniebeschwerden.

## Ehrenamtliches Engagement
Ohlbrecht engagierte sich gemeinsam mit dem ehemaligen Berufsboxer Axel Schulz und dem Eishockey-Nationalspieler Marcel Noebels ehrenamtlich als „Botschafter“ der vom ehemaligen Liqui-Moly-Chef Ernst Prost gegründeten karitativ tätigen Ernst Prost Stiftung. Er unterstützte die Stiftung durch Benefiz-Aktionen wie beispielsweise Trikot-Versteigerungen finanziell und trug dazu bei, den Bekanntheitsgrad der Stiftung und das Spendenaufkommen zu steigern.

## Erfolge
- 2006 Deutscher U20-Meister mit den Bayer Giants Leverkusen
- 2006 Bester Rebounder bei den U18-Europameisterschaften in Griechenland
- 2007 deutsche Meisterschaft mit Bamberg
- 2008 Teilnahme an den Olympischen Sommerspielen in Peking
- 2009 Starting Five All-Star Day
- 2010 Starting Five All-Star Day
- 2013 All-Star Game Teilnehmer der NBA Development League
- 2013 Meister der NBA Development League mit den Rio Grande Valley Vipers
- 2014 Meister der NBA Development League mit den Fort Wayne Mad Ants

## Nach der Profilaufbahn
Ohlbrecht ließ sich mit seiner Frau Katrina und dem gemeinsamen Sohn in Boerne nahe San Antonio im US-Bundesstaat Texas nieder und wurde dort beruflich als Immobilienmakler tätig. Des Weiteren arbeitet er als Basketballtrainer mit Jugendlichen und Spielern von Hochschulmannschaften in Einzeltrainingsstunden an deren Weiterentwicklung und führt Trainingsveranstaltungen für Kinder durch.